# CONCACAF Women's Championship 2018
La CONCACAF Women's Championship 2018 è stata la decima edizione del massimo campionato nordamericano di calcio femminile, noto anche come CONCACAF Women's Gold Cup o CONCACAF Women's World Cup Qualifying Tournament, torneo internazionale a cadenza quadriennale organizzata dalla Confederation of North, Central America and Caribbean Association Football (CONCACAF) e destinato a rappresentative femminili dell'America del Nord, America centrale e regione caraibica. Il torneo, che nella sua fase finale vede confrontarsi otto nazionali, si è disputato negli Stati Uniti d'America tra il 4 e il 17 ottobre 2018.
Il torneo funge anche da qualificazione al campionato mondiale di Francia 2019. Le prime tre classificate si qualificano direttamente, mentre la quarta gioca uno spareggio contro la terza classificata del campionato sudamericano 2018. La competizione determina inoltre le nazionali CONCACAF che partecipano al torneo di calcio femminile dei XVIII Giochi panamericani di Lima 2019.
Gli Stati Uniti hanno vinto il torneo per l'ottava volta nella loro storia, la seconda consecutiva, sconfiggendo in finale il Canada per 2-0. Le prime tre classificate, Stati Uniti, Canada e Giamaica, si sono qualificate al campionato mondiale di Francia 2019.

## Stadi
| Cary (Carolina del Nord) | Edinburg (Texas) | Frisco (Texas)   | Cary Edinburg Frisco |
| Sahlen's Stadium         | H-E-B Park       | Toyota Stadium   | Cary Edinburg Frisco |
| Capacità: 10 000         | Capacità: 9 735  | Capacità: 20 500 | Cary Edinburg Frisco |
|                          |                  |                  | Cary Edinburg Frisco |

## Qualificazioni
Al torneo sono ammesse direttamente senza passare attraverso le qualificazioni le tre nazionali affiliate alla North American Football Union (NAFU), Canada, Messico e Stati Uniti. Attraverso le qualificazioni sono ammesse al torneo due squadre affiliate alla Unión Centroamericana de Fútbol (UNCAF) e tre squadre affiliate alla Caribbean Football Union (CFU).
Il processo di qualificazione delle nazionali centroamericane affiliate alla UNCAF si svolge dal 29 agosto al 2 settembre 2018. Le qualificazioni erano inizialmente previste nel mese di giugno in Nicaragua, ma sono state successivamente rinviate a causa delle proteste in atto nel paese. Le quattro nazionali partecipanti (Costa Rica, El Salvador, Nicaragua e Panama) disputano un girone all'italiana con partite di sola andata, al termine del quale le prime due classificate sono ammesse alla CONCACAF Women's Championship 2018.
Il processo di qualificazione delle nazionali centroamericane affiliate alla CFU vede coinvolte 23 nazionali e si svolge in due turni: il primo turno dal 5 al 27 maggio 2018, il secondo turno dal 25 agosto al 2 settembre 2018. Nel primo turno le squadre sono sorteggiate in cinque gruppi, dove disputano un girone all'italiana con partite di sola andata, al termine del quale la prima classificata è ammessa al secondo turno. Il processo di qualificazione delle nazionali centroamericane affiliate alla UNCAF si svolge dal 29 agosto al 2 settembre 2018. Nel secondo turno le cinque squadre disputano un girone all'italiana con partite di sola andata, al termine del quale le prime tre classificate sono ammesse alla CONCACAF Women's Championship 2018.

## Squadre partecipanti
| Pr. | Squadra           | Ente  | Partecipante in quanto                                       | Ultima presenza  |
| --- | ----------------- | ----- | ------------------------------------------------------------ | ---------------- |
| 1   | Canada            | NAFU  | Qualificazione automatica                                    | Messico 2010     |
| 2   | Messico           | NAFU  | Qualificazione automatica                                    | Stati Uniti 2014 |
| 3   | Stati Uniti       | NAFU  | Qualificazione automatica                                    | Stati Uniti 2014 |
| 4   | Costa Rica        | UNCAF | Prima classificata nel turno di qualificazione UNCAF         | Stati Uniti 2014 |
| 5   | Panama            | UNCAF | Seconda classificata nel turno di qualificazione UNCAF       | Stati Uniti 2006 |
| 6   | Giamaica          | CFU   | Prima classificata nel secondo turno di qualificazione CFU   | Stati Uniti 2014 |
| 7   | Trinidad e Tobago | CFU   | Seconda classificata nel secondo turno di qualificazione CFU | Stati Uniti 2014 |
| 8   | Cuba              | CFU   | Terza classificata nel secondo turno di qualificazione CFU   | esordiente       |

## Fase a gruppi

### Gruppo A

#### Classifica
| Pos. | Squadra           | Pt | G | V | N | P | GF | GS | DR  |
| ---- | ----------------- | -- | - | - | - | - | -- | -- | --- |
| 1.   | Stati Uniti       | 9  | 3 | 3 | 0 | 0 | 18 | 0  | +18 |
| 2.   | Panama            | 6  | 3 | 2 | 0 | 1 | 5  | 5  | 0   |
| 3.   | Messico           | 3  | 3 | 1 | 0 | 2 | 4  | 9  | -5  |
| 4.   | Trinidad e Tobago | 0  | 3 | 0 | 0 | 3 | 1  | 14 | -13 |

#### Risultati
| Arbitro: | Odette Hamilton |

|  |           |                                  |
|  | Marcatori | 12’ Cox 68’ Rangel 89’ Hernández |

| Arbitro: | Carol Anne Chénard |

|                                                    |           |  |
| Rapinoe 3’, 71’ Ertz 47’ Morgan 57’, 80’ Heath 61’ | Marcatori |  |

| Arbitro: | Tatiana Guzmán |

|  |           |                                        |
|  | Marcatori | 6’ Mewis 23’, 29’, 48’ Lloyd 32’ Press |

| Arbitro: | Mirian León |

|                                         |           |                 |
| Corral 33’, 62’ Johnson 55’ Sánchez 71’ | Marcatori | 50’ (rig.) Cato |

| Arbitro: | Marie-Soleil Beaudoin |

|                      |           |  |
| Riley 47’ Cedeño 85’ | Marcatori |  |

| Arbitro: | Odette Hamilton |

|  |           |                                                              |
|  | Marcatori | 9’, 50’ Morgan 41’, 43’ Lavelle 45’ Dunn 49’ Horan 58’ Heath |

### Gruppo B

#### Classifica
| Pos. | Squadra    | Pt | G | V | N | P | GF | GS | DR  |
| ---- | ---------- | -- | - | - | - | - | -- | -- | --- |
| 1.   | Canada     | 9  | 3 | 3 | 0 | 0 | 17 | 1  | +16 |
| 2.   | Giamaica   | 6  | 3 | 2 | 0 | 1 | 10 | 2  | +8  |
| 3.   | Costa Rica | 3  | 3 | 1 | 0 | 2 | 9  | 4  | +5  |
| 4.   | Cuba       | 0  | 3 | 0 | 0 | 3 | 0  | 29 | -29 |

#### Risultati
| Arbitro: | Ekaterina Koroleva |

|                                                                                             |           |  |
| Herrera 4’ Chinchilla 5’, 45+1’ F. Sánchez 19’ S. Cruz 33’, 38’ Barrantes 82’ (rig.), 90+2’ | Marcatori |  |

| Arbitro: | Francia González |

|                 |           |  |
| Prince 33’, 80’ | Marcatori |  |

| Arbitro: | Melissa Borjas |

|          |           |  |
| Shaw 46’ | Marcatori |  |

| Arbitro: | Crystal Sobers |

|  |           |                                                                                                 |
|  | Marcatori | 11’, 23’, 55’, 59’ Leon 13’, 37’, 52’, 71’ Huitema 25’ Rose 56’ Quinn 63’ Sinclair 72’ Matheson |

| Arbitro: | Crystal Sobers |

|  |           |                                                                                           |
|  | Marcatori | 2’ Shaw 26’, 38’, 72’ Brown 30’, 75’ Campbell 50’ (rig.) Blackwood 64’ Chang 82’ Sweatman |

| Arbitro: | Lucila Venegas |

|                   |           |                                    |
| G. Villalobos 73’ | Marcatori | 25’ Beckie 40’ Prince 57’ Sinclair |

## Fase a eliminazione diretta

### Tabellone
|  | Semifinali | Semifinali  | Semifinali  |             |        | Finale          | Finale          | Finale          |  |
|  |            |             |             |             |        |                 |                 |                 |  |
|  | 1B.        | Panama      | 0           |             |        |                 |                 |                 |  |
|  | 1B.        | Panama      | 0           |             |        |                 |                 |                 |  |
|  | 2A.        | Canada      | 7           |             |        |                 |                 |                 |  |
|  | 2A.        | Canada      | 7           |             | Canada | Canada          | 0               |                 |  |
|  |            |             |             |             | Canada | Canada          | 0               |                 |  |
|  |            |             | Stati Uniti | Stati Uniti | 2      |                 |                 |                 |  |
|  | 1A.        | Stati Uniti | Stati Uniti | Stati Uniti | 2      | 6               |                 |                 |  |
|  | 1A.        | Stati Uniti |             |             |        | 6               |                 |                 |  |
|  | 2B.        | Giamaica    | 0           |             |        | Finale 3º posto | Finale 3º posto | Finale 3º posto |  |
|  | 2B.        | Giamaica    | 0           |             |        |                 |                 |                 |  |
|  |            |             |             |             |        |                 |                 |                 |  |
|  |            |             |             |             |        | Panama          | Panama          | 2 (2)           |  |
|  |            |             |             |             |        | Panama          | Panama          | 2 (2)           |  |
|  |            |             |             |             |        | Giamaica (dtr)  | Giamaica (dtr)  | 2 (4)           |  |

### Semifinali
Le vincitrici delle semifinali, Canada e Stati Uniti, si sono qualificate direttamente al campionato mondiale di Francia 2019.
| Arbitro: | Odette Hamilton |

|  |           |                                                                  |
|  | Marcatori | 44’, 49’ Sinclair 47’ Fleming 58’ Beckie 63’ Quinn 76’, 78’ Leon |

| Arbitro: | Francia González |

|                                                           |           |  |
| Heath 2’, 29’ Rapinoe 15’ Ertz 21’ Morgan 33’, 84’ (rig.) | Marcatori |  |

### Finale terzo posto
La vincitrice della finale terzo posto, la Giamaica, si è qualificata direttamente al campionato mondiale di Francia 2019, mentre la perdente, il Panama, viene ammessa allo spareggio CONCACAF-CONMEBOL.
| Arbitro: | Carol Anne Chénard |

|                                |                      |                                  |
| Mills 74’ Cedeño 115’          | Marcatori            | 14’ Shaw 95’ Brown               |
| Pinzón Hernández Cedeño Rangel | Tiri di rigore 2 – 4 | Blackwood Shim Chang Bond-Flasza |

### Finale
| Arbitro: | Lucila Venegas |

|  |           |                       |
|  | Marcatori | 2’ Lavelle 89’ Morgan |

## Statistiche

### Classifica marcatrici
7 reti
- Alex Morgan

6 reti
- Adriana Leon

4 reti
- Jordyn Huitema
- Christine Sinclair

- Jody Brown

- Tobin Heath

3 reti
- Nichelle Prince
- Khadija Shaw

- Rose Lavelle
- Carli Lloyd

- Megan Rapinoe

2 reti
- Janine Beckie
- Rebecca Quinn
- María Barrantes

- Priscilla Chinchilla
- Shirley Cruz
- Sashana Campbell

- Charlyn Corral
- Lineth Cedeño
- Julie Ertz

1 rete
- Jessie Fleming
- Diana Matheson
- Deanne Rose
- Melissa Herrera
- Fabiola Sánchez
- Gloriana Villalobos
- Deneisha Blackwood

- Christina Chang
- Marlo Sweatman
- Katie Johnson
- María Sánchez
- Marta Cox
- Erika Hernández
- Natalia Mills

- Kenia Rangel
- Karla Riley
- Jonelle Cato
- Crystal Dunn
- Lindsey Horan
- Sam Mewis
- Christen Press